# بالاکا (گیاه)
بالاکا (نام علمی: Balaka) نام یک سرده از تیره نخل است.
این گیاه در کشورهای فیجی و ساموآ رشد می‌کند و در سال ۱۸۸۵ میلادی ثبت و معرفی علمی شده است.